# Lac Ziway
Le lac Ziway (ou Zway ; en oromo : Dambal) est un lac d'eau douce d'Éthiopie. Il est situé au sud-est d'Addis-Abeba, à une altitude de 1 636 m, dans la vallée du Grand Rift.

## Géographie
Il compte plusieurs îles, dont la plus grande est Tulu Gudo.

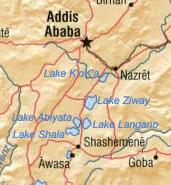
Carte des lacs d'Éthiopie centrale.

## Biodiversité
Les espèces de poissons suivantes y ont été observées : Barbus paludinosus, Clarias gariepinus, Cyprinus carpio, Garra dembacha, Labeobarbus intermedius, Oreochromis niloticus, Tilapia zillii.

## Problèmes environnementaux
L'agriculture développée sur les rives du lac contribue à la pollution de l'eau, ainsi qu'à la baisse de son niveau. On trouve au sud-est du lac Ziway la plus grande ferme à rose du monde, construite par la multinationale néerlandaise Afriflora Sher, qui emploie 1500 personnes. On trouve également sur les rives du lac des vignes plantées par le groupe français Castel. Les deux entreprises puisent gratuitement l'eau du lac, tout comme les agriculteurs locaux. Selon la biologiste Kathleen Reaugh-Flower, le lac risque de devenir endoréique, à cause du pompage excessif. Pourtant, deux millions de personnes dépendent directement de l'eau du lac.